# خیلی آرام
«خیلی آرام» (انگلیسی: Pretty Slowly) ترانه‌ای از خواننده و ترانه‌پرداز آمریکایی، بنسون بون که در ۱۵ اوت ۲۰۲۴ منتشر شد. این ترانه توسط بون، به همراه ایوان بلر (تهیه‌کنندهٔ ترانه) و جک لافرانتس نوشته شده است.

## پیش‌زمینه
پیش از انتشار رسمی، بنسون بون این ترانه را در پلتفرم اشتراک‌گذاری ویدئو تیک‌تاک به صورت پیش‌نمایش منتشر کرد.

## آهنگسازی
«خیلی آرام» ترانه‌ای در سبک فولک راک است که در آن، بنسون بون به بازتاب احساسات خود دربارهٔ یک رابطهٔ عاشقانه که به جدایی انجامیده، می‌پردازد. ملودی این ترانه از ترکیب پیانو و گیتار شکل گرفته است. در بند نخست، او با حسرت از لحظات خوش گذشته با شریک عاطفی‌اش یاد می‌کند و در بخش کورس فاش می‌سازد که گذشتهٔ پرآشوب او موجب شده معشوقش از او فاصله بگیرد. در بند دوم، بون اعتراف می‌کند که دلایل شریکش برای پایان دادن به رابطه، موجه و قابل‌درک بوده‌اند.